# Dernière Danse (chanson d'Indila)
Pour les articles homonymes, voir Dernière Danse.
 (mai 2023).
Singles de Indila
Dreamin'
(2012) Tourner dans le vide
(2014)
Dernière Danse est une chanson écrite et interprétée par Indila et composée par Indila et Skalpovich. C'est le premier single en solo de la chanteuse, extrait de son premier album Mini World. Le morceau est un sample de la chanson What's the Difference (en) de Dr. Dre, elle-même basée sur le titre Parce que tu crois de Charles Aznavour.

## Clip vidéo
Réalisé par Sylvain Bressollette, le clip de la chanson a été tourné à Paris et a été dévoilé le 4 décembre 2013 sur YouTube. Il met en scène la jeune femme qui, après avoir été mise à la porte de son appartement, erre dans la ville, se frayant un chemin contre l'injustice et l'indifférence des passants qui la bousculent. Son humeur déclenche sur la ville une véritable tempête qui la propulse sur les hauteurs de Paris et elle retrouve ainsi la sérénité. Un dernier coup de vent lui arrache une photo à laquelle elle semblait beaucoup tenir,.
Le clip est nommé dans la catégorie « Vidéo Clip » aux Victoires de la musique 2015.
Moins de dix ans après sa sortie, le 19 mai 2023, le clip devient le premier d'une chanson française à dépasser le milliard de vues sur YouTube.

## Classements hebdomadaires
| Classement (2013-2014)                  | Meilleure position |
| --------------------------------------- | ------------------ |
| Autriche (Ö3 Austria Top 40)            | 72                 |
| Allemagne (Media Control AG)            | 47                 |
| Belgique (Flandre Ultratop 50 Singles)  | 5                  |
| Belgique (Wallonie Ultratop 50 Singles) | 2                  |
| France (SNEP)                           | 2                  |
| Grèce                                   | 1                  |
| Israël (Media Forest)                   | 1                  |
| Pologne (ZPAV)                          | 3                  |
| Tchéquie (IFPI Rádio)                   | 24                 |
| Slovaquie (IFPI Rádio)                  | 52                 |
| Suisse (Schweizer Hitparade)            | 15                 |

## Certification et ventes
| Région                                                                                                 | Certification | Ventes/Streams |
| --- | ------------- | -------------- |
| Allemagne (BM)                                                                                         | Or            | 150 000^       |
| Belgique (BEA)                                                                                         | Platine       | 30 000*        |
| Espagne (Promusicae)                                                                                   | Or            | 30 000*        |
| États-Unis (RIAA)                                                                                      | Or            | 500 000*       |
| France (SNEP)                                                                                          | —             | 128 200        |
| Italie (FIMI)                                                                                          | Or            | 50 000*        |
| Royaume-Uni (BPI)                                                                                      | Argent        | 200 000*       |
| *Ventes selon la certification ^Mise en rayon selon la certification xNon précisé par la certification |               |                |

## Autres versions
- Natacha Andréani a interprété la chanson lors de la troisième saison de la version française de The Voice[21].
- En 2021, Shanguy, Yves V et Alex Cooper sortent une reprise de la chanson[22].
- Slimane a repris la chanson en 2021 sur sa chaine YouTube.
- Black M pose un couplet en remix